# 預測編碼 (神經科學)
預測編碼（英語：Predictive coding ）也稱為預測處理，是一種大腦功能理論，該理論認為大腦會不斷地產生並更新環境的心理模型，預測感覺輸入，並與實際感覺輸入比較，產生預測誤差，進而將這種誤差用於更新和修正心理模型。 

## 起源
預測編碼理論最早可追溯至1860年亥姆霍兹提出的无意识推论。 无意识推论的想法指的是，人腦會對收到的視覺資訊作出解釋，讓場景變得得以理解。舉例來說，如果在视野中的某个事物比另一个对象來得小，那麼大脑就會利用这些資訊作為物體深度的线索，這樣一來，感知者就會不由自主地體驗到深度。 杰罗姆·布鲁纳持續地證實知觉是感觉刺激（自下而上）与概念知识（自上而下）之间的相互作用，他从1940年代开始研究需求、動機和期望影響知覺的方式，這項研究後來被稱為「新風貌」心理學（ 'New Look' psychology）。 1981年，McClelland和Rumelhart在他们的开创性论文中，對處理特徵（線條和輪廓）之間的相互作用進行了研究，這些處理特徵被用於形成字母，又接著形成了单词。 尽管这些特征能夠讓人聯想到单词，但他们发现，当字母位于单词中时，比起位于沒有語義脈絡的非單詞中，人們能夠更快地辨識這些字母。 McClelland和Rumelhart的平行處理模型將知覺描述為自上而下（概念）元素和自下而上（感覺）元素的結合。 
在1990年代后期，Rao和Ballard （1999）将自上而下處理和自下而上處理的思想转化为視覺計算模型。 他们的论文表明，可能存在一个场景的生成模型（自上而下處理），透過誤差訊號（视觉输入与预测值相差多少），该模型将接收回饋進而更新預測。該計算模型能夠重新仿製成熟的感受野效應，以及較不被理解的超經典感受野效應，如最終停止效應。現今，電腦科學和認知科學領域將整合這些類似概念，創造出作為機器學習和神經網路基礎的多層生成模型。。 

## 通用框架
大多数该领域的研究文献都與知觉相關 ，其中尤其是视觉，更加容易概念化。然而，預測編碼框架也可以應用於不同的神經系統。 以感觉系统为例，對感覺输入的末梢原因建模看似困難，但大脑透過某版本的贝叶斯推理解决了此问题。解决方案是通過來自大腦皮層層次中相對較高層次的反向連接，對較低層次的感覺輸入進行預測建模來實現。受外部世界的統計規律性（和某些在演化上準備好的預測）的限制，大腦會在不同時序和空間的尺度上，對自上而下的生成模型進行編碼，從而預測和有效地抑制從較低層次向上傳送的感覺輸入。預測（先驗機率)和感覺輸入（似然度）之間的比較會產生一個差異度量（如預測誤差、自由能或意外），如果這個差異度量足夠大，超過了預期的統計雜訊基準值，就會更新生成模型，以致於未來能夠更好地預測感覺輸入。 
相反，如果模型準確地預測了驅動的感覺訊號，那麼，高層次的激活就會消除低層次的激活，模型的後驗機率就會增加。因此，預測編碼顛覆了知覺主要是自下而上過程的傳統觀點，說明了知覺在很大程度上受制於先前的預測，而來自外部世界的訊號只能在某種程度上塑造知覺，使它們以預測誤差的形式在皮層中傳播。 

### 精度加權
人們所接收到的感覺，其輸入精度（或反向變異數）的期望值對於有效減少預測誤差而言至關重要，因為給定預測誤差的精度期望值可以告知對該誤差的置信度，這影響了在更新預測時誤差加權的程度。  鉴于我们所生活的世界充满了统计噪声 ，因此必须将精度期望值表示为大脑生成模型的一部分，而且它们應該要能够灵活地适应变化的环境。 例如，視覺預測誤差的精度期望值可能會在黎明和黃昏之間發生變化，因此，跟黄昏时的预测误差相比，大白天的误差会被赋予更大的條件置信度。 近期有人提出，与估計精度成正比的预测误差之加權值，实质上就是注意力 ，另外，投入注意力的過程可能是藉由上行網狀活化系統（ARAS）來優化預測誤差單位的“增益”，進而在神經學上完成該過程。

### 主动推理
減少预测误差的原理已用于解釋某種行為，即運動動作不是命令，而是本體感受的下行預測。 在这种主动推理方案中，經典的反射弧是協調的，以便有選擇地對感覺輸入進行採樣，從而更好地實現預測，藉此最小化本體感受的預測誤差。 事實上，Adams等人（2013）在回顧了一些證據後表明，這種運動系統的階層式預測編碼的觀點為解釋運動皮層的無顆粒性組織提供了一個原則性的、神經上可信的框架。這種觀點認為：「不應將知覺系統和運動系統視為獨立的系統，而應將其視為單一的主動推理機器，它會設法預測所有領域的感覺輸入：視覺、聽覺、體覺（somatosensory）、內感受性（interoceptive），以及在運動系統情況下的本體感覺（proprioceptive）。」 

## 预测编码中的神经理论
預測編碼的經驗證據在神經學上是否合理，這樣的評估任務是廣泛且多樣的。 首先，根据該模型，預測編碼會發生在每個感知過程和認知過程的迭代步驟之中。因此，包括遺傳、特定細胞結構、神經元的系統網路和全腦分析，都是預測編碼在大腦中的表現形式。由於這種範圍的特殊性，已經採用了各種可行的方法來研究預測編碼的神經機制。然而，更一般而言，至少在與人類相關的情況下，這些潛在證據的研究以及許多其它工作都是基於對大腦中微電路的計算建模，方法上存在著明顯的局限性。儘管如此，大量的理論工作已被應用於理解大腦中的預測編碼機制。本節將關注涉及到預測編碼現象的具體證據，而不是其它類似的東西，像是恆定狀態（homeostasis）（儘管如此，這對於全面了解貝葉斯推斷是不可或缺的一部分，已經得到了大量支持；請參閱Clark的評論 ）。 
早期將預測編碼框架應用於神經機制的工作，大多是感覺神經元，尤其是在視覺皮層。  
然而，更一般地說，該理論似乎需要（至少）兩種類型的神經元（在感知層次的每一個層次上）：一組神經元稱作前饋投射，負責編碼傳入的感覺輸入，另一組神經元稱作回饋投射，負責向下傳出預測。值得注意的是，這些神經元還必須帶有誤差檢測的特性，這類具有這些特性的神經元仍有爭議。   這類神經元已在表面錐體神經元和非表面錐體神經元中找到證據。 

在更全面的大腦層面上，有證據表明不同的皮層（ laminae）可以跨層次地整合前饋投影和回饋投影，這些皮層可分為顆粒狀（granular）、無顆粒狀（agranular）和異顆粒狀（dysgranular），容納了前面提到的神經元亞群，而皮層又可分為6個主要層。層內有相同的細胞結構，在不同層間卻有所不同。 例如，顆粒皮層的第4層含有興奮性的顆粒細胞，並且會將丘腦皮層的輸入分配給其它的皮層。根據其中一種模型： 
 ......預測神經元......在無顆粒皮層的深層，通過投射將感覺預測......發送到異顆粒感覺皮層和顆粒感覺皮層的粒上皮層，從而驅動主動推理。預測-誤差神經元......在顆粒皮層的粒上皮層那，計算感覺的預測訊號與接收訊號之間的誤差，並通過投射......將預測-誤差訊號送回無顆粒皮層區域的深層。精度細胞......會動態地調整預測和預測誤差上的增益，從而使這些「取決於下行預測訊號的相對置信度或傳入感覺訊號的可靠性」的訊號的權重降低(或是在某些情況下增加)。  
 總而言之，神經證據尚處於初期階段。 

## 預測編碼的應用

### 知觉
預測編碼在知覺處理方面的經驗證據最為健全。 早在1999年，Rao和Ballard就提出了一种階層式的視覺處理模型，在该模型中，高階的視覺皮層區域會傳送下行預測，而前饋聯結會攜帶預測與實際低階激活之間的殘差誤差。 在這個階層式模型網路中，每一層(除最底層代表圖像外)都試圖通過回饋聯結來預測下一個底層的響應，同時利用誤差訊號對每一層輸入訊號的估計值進行校正。 Emberson等人利用跨模態的視聽遺漏範式，建立了嬰兒自上而下的調制方式，確定了即使是嬰兒大腦也會對未來的感覺輸入有所預期，而這種預期是從視覺皮層向下傳送，並且能夠進行基於預期的回饋。 功能性近紅外光譜（fNIRS）的數據顯示，嬰兒枕葉皮層區對預期外的視覺遺漏做出反應（無視覺資訊輸入），但是對預期內的視覺遺漏則無反應。這些結果表明，在階層式組織的知覺系統中，高階神經元會將預測向下傳遞給低階神經元，而低階神經元又將預測誤差訊號向上發送回去。 

### 內感受性
對於預測編碼在內感受性中的作用，已經有了幾種模型在彼此競爭。
在2013年，亞尼·塞斯（Anil Seth）提出，我們的主觀感覺狀態（也就是所謂的情感）是由預測模型所生成的，而該預測模型又是由因果關系的內感受性評價所主動建立。 關於我們如何對他人的內部狀態的進行歸因，Sasha Ondobaka、James Kilner和Karl Friston（2015）提出，自由能原理要求大腦產生一系列連續的預測，目的在於減少作為 "自由能 "的預測誤差。 這些誤差接著會被用於對「外面的世界將會是什麼樣子」以及「對該世界狀態的因果歸因(包括對他人行為原因的理解)」的預期資訊進行建模。這一點尤其必要，為了產生這些歸因，我們的多模態感覺系統需要內感受性預測來組織它們。因此，Ondobaka假定預測編碼是理解他人內心狀態的關鍵。 
巴瑞特 （Lisa Feldman Barrett）和西蒙斯（W. Kyle Simmons）（2015）在2015年提出了「體現的內感受性預測編碼模型」，這是一種將貝葉斯主動推斷原則與皮層聯結的生理學框架相結合的框架。他們使用這種模型假設，無顆粒的內臟運動皮層（visceromotor cortices ）會負責產生有關內感受性的預測，從而定義了內感受性的經驗。 
2017年，巴瑞特（2017）提出了情感建構理論，這與「情感類別在生物學上有所不同」的歸納概念相反，生物情感類別是在概念類別的基礎上建立起來的，也就是從有著共同目標的實例累積而來。   在预测编码模型中，巴瑞特假设，在產生內感受性時，大腦會通過激活「體現模擬」（感覺體驗的全身性表徵）來調整我們的身體，從而預見「大腦會預測到什麼感覺事物，是外部世界將要拋擲給我們的」以及「我們將如何採取行動應對」。如果根據我們大腦的預測，這些模擬能讓我們為接下來發生在外部世界的事情做好準備，那麼這些模擬就能保存下來；如果外部世界的實際情況與我們對它的準備程度不相稱，那麼這些模擬和我們的預測就會被調整，用來補償這些誤差。然後，在試錯-調整的過程中，我們的身體會在某些成功的預期模擬中找到目標的相似性，並將其歸入概念類別。每當一個新的經驗出現時，我們的大腦就會利用過去的試錯-調整歷史，在累積至今的修正模擬中，找到一個最相似的類別，將其與新的經驗匹配。然後，他們將該類別的修正模擬應用於新的經驗，希望能讓我們的身體為接下來的體驗做好準備。如果找不到相似類別，則預測、模擬或甚至概念類別的邊界都會被修改，以期望下次能有更高的準確度，然後這個過程會繼續下去。巴瑞特假設，當對「與x類似的經驗」進行模擬，某一類模擬的預測誤差達到最小化時，會產生一種通告修正的模擬，身體會對每一次「與x類似的經驗」進行重演，從而產生一種通告修正的全身性感覺經驗表徵——情感。在這個意義上，巴瑞特提出，我們之所以會建構情感，是因為我們的大腦用概念類別框架來比較新經驗，以及挑選合適的預測性感覺模擬來激活，情感是在過程中建立起來的。 

### 挑战
作為一種機械論的理論，預測編碼尚未在神經元層次上進行生理學對映。該理論面臨的最大挑戰之一是最小化預測誤差的具體工作方式不夠確切。在一些研究中，BOLD訊號的增加被解釋為誤差訊號，而在另一些研究中，它則表明了输入表徵發生改變。需要解決的一個關鍵問題是，誤差信號到底是由什麼構成，以及它是如何在資訊處理的每一個層次上計算。另一個挑戰是預測編碼的計算可解性。根据Kwisthout和van Rooij的说法，預測編碼框架每一層的子計算都潛藏了一個計算的難解問題，這相當於計算建模者還需要克服的「棘手的障礙」。Ransom和Fazelpour（2015）則指出「注意力預測編碼理論的三個問題」。
未来對預測編碼的研究，可能會集中在闡明其神經生理機制和計算模型上。 